# Velká pardubická 2004
Velká pardubická 2004 byla 114. ročníkem tohoto dostihu. Konala se na pardubickém dostihovém závodišti. Vítězství z předchozího ročníku obhájila v tehdy rekordním čase 9:15,48 minuty osmiletá klisna Registana v sedle s žokejem Peterem Gehmem, pro kterého to bylo čtvrté vítězství v řadě. Na druhém místě skončil se ztrátou devět délek (cca 27 metrů) Retriever s Josefem Váňou, třetí doběhl Decent Fellow s Radkem Havelkou.
Na startu bylo 17 koní, přes Velký Taxisův příkop přešli všichni v pořádku, v cíli ale bylo klasifikováno sedm startujících, 10 koní dostih nedokončilo.
Hlavním sponzorem byla Česká pojišťovna a běželo se o celkovou částku 4 450 000 Kč. Významným hostem dostihového dne byl spisovatel detektivních románů z dostihového prostředí Dick Francis.

## Pořadí v cíli (klasifikováno bylo sedm startujících)
| * | Kůň           | Jezdec        |
| - | ------------- | ------------- |
| 1 | Registana     | Peter Gehm    |
| 2 | Retriever     | Josef Váňa    |
| 3 | Decent Fellow | Radek Havelka |
| 4 | Maskul        | Dušan Andrés  |
| 5 | Laneret       | Pavel Tůma    |
| 6 | Kyrton        | Josef Bartoš  |
| 7 | Barrbaresco   | Tomáš Hurt    |